# Хаїм Блох
Хаїм Блох (1881—1973) — нащадок відомого роду єврейських рабинів та вчених з Делятина та Надвірної, потомок засновника хасидизму Баал Шем Това. Рабин, військовий капелан, письменник, публіцист.

## Біографія
Навчався в єшиві. До Першої світової був у Делятині підприємцем. Після початку російської окупації разом із дружиною та дітьми переїхав до Відня. Від 1915 р. служив у австро-угорській армії, де був капеланом полонених солдатів-євреїв. У 1939 р. емігрував до Нью-Йорка.

## Праці
- «Erinnerungen aus einem Kriegsgefangenenlager» (з нім. — «Спогади з табору військовополонених»)[5].
- "Der Prager Golem: Von seiner «Geburt» bis zu seinem «Tod» (з нім. — «Празький Голем: від „народження“ до „смерті“»,1920) базувалася на легенді про Голема — людиноподібну істоту, створену кабалістами для допомоги єврейській спільноті та її захисту від звинувачень[5].
- «Іудійська Америка»